# Bernhard Möller (Pädagoge)
Bernhard Möller (* 1931 in Innsbruck) ist ein österreichischer Erziehungswissenschaftler, der an der Universität Oldenburg von 1970 bis 1996 lehrte.
Nach einer Volksschullehrerausbildung studierte Möller an der Universität Wien Pädagogik, Psychologie und Germanistik bis zur Promotion 1961 bei Hubert Rohracher. Danach war er in Wien Dozent in der Berufsbildung, bis er 1968 als Professor an die Pädagogische Akademie Zams in Tirol berufen wurde. 1970 erfolgte der Ruf an die Pädagogische Hochschule Oldenburg, wo er bis zur Emeritierung mit dem Schwerpunkt Sonderpädagogik lehrte.
Gemeinsam mit seiner Frau Christine (* 1934), ab 1970 bis 1986 Professorin für Psychologie an der Pädagogischen Hochschule Aachen, entwickelte er die Curriculare Didaktik in der Nachfolge von Robert F. Mager.

## Schriften
- (Hrsg.): Geschichte der Pädagogik an der Universität Oldenburg in Selbstdarstellungen, 3 Bde., BIS-Verlag 1997 bis 2018 ISBN 978-3-8142-2348-3.  Darin: Lebensabriss
- mit Christine Möller: Perspektiven der didaktischen Forschung, 1966
- mit Wilhelm Büttemeyer: Der Positivismusstreit in der deutschen Erziehungswissenschaft, München 1979 ISBN 978-3-7705-1665-0

| Personendaten    | Personendaten                                           |
| ---------------- | ------------------------------------------------------- |
| NAME             | Möller, Bernhard                                        |
| KURZBESCHREIBUNG | österreichischer Pädagoge, Professor für Schulpädagogik |
| GEBURTSDATUM     | 1931                                                    |
| GEBURTSORT       | Innsbruck                                               |